# 高伟光
高伟光（1983年1月16日—），出生于黑龙江省鸡西市密山市，中国演员。身高191公分。

## 生平
毕业于中央戏剧学院表演系2008级。2006年於新丝路中国模特大赛中獲得男模亚军。2014年因《古劍奇譚》劇中的“尹千觞”一角而受到关注。2017年，因出演《三生三世十里桃花》劇中的“東華帝君”一角而為人所熟知。
2019年，以《鬼吹燈之怒晴湘西》中鷓鴣哨一角，獲得第26屆華鼎獎中國近現代題材電視劇最佳男演員。2020年，再度出演《三生三世枕上書》劇中的“東華帝君”，以精湛演技成功演繹劇中三個不同角色，廣受大眾歡迎，並獲得第29屆華鼎獎中國古裝題材電視劇最佳男演員和全國觀眾最喜愛十佳演員兩項大獎，以及第二屆環球影視文化傳播優選環球影響力演員獎；同年，憑藉探險懸疑劇《龍嶺迷窟》獲第29屆華鼎獎中國百強電視劇最佳男配角提名；8月，主演的民國探案劇《旗袍美探》首播，10月，主演的都市情感劇《向陽而生》首播。  12月，獲得騰訊視頻星光大賞年度品質電視劇演員獎和第29屆華鼎獎全國觀眾最喜愛十佳演員獎。2021年5月，參演的重大革命歷史題材劇《光榮與夢想》播出。10月25日，与欧阳娜娜领衔主演的民国奇幻爱情剧《如月 (電視劇)》开机，饰演报业大亨沈之恒。12月15日，特别出演电视剧《雪中悍刀行》。
2022年1月18日，与胡冰卿领衔主演的电视剧《特战行动》在CCTV电视剧频道播出，在剧中饰演蓝色闪电突击队队长秦观，全剧的CVB平均收视率为1.22%；3月9日，与宣璐领衔主演的电视剧《只此江湖梦》宣布开机。2022年4月7日，特邀主演的《无负今日》正式启动；5月19日，特邀出演的年代剧《凭栏一片风云起》在湖南卫视播出。

## 影视作品

### 电视剧/网络剧
| 首播年份 | 剧名               | 角色                      | 备注   |
| 2014年   | 古剑奇谭           | 风广陌(尹千觞)            |        |
| 2014年   | 微时代             | 应冬                      |        |
| 2015年   | 偏偏喜欢你         | 杜枫                      |        |
| 2015年   | 蜀山战纪之剑侠传奇 | 丹辰子                    |        |
| 2015年   | 班淑传奇           | 南大王                    |        |
| 2016年   | 爱的阶梯           | 楚耀辉                    |        |
| 2016年   | 山海经之赤影传说   | 宾翊                      |        |
| 2016年   | 亲爱的翻译官       | 高家明                    |        |
| 2017年   | 三生三世十里桃花   | 東華帝君                  |        |
| 2017年   | 轩辕剑之汉之云     | 紫衣商睿                  |        |
| 2018年   | 扶摇               | 战北野                    |        |
| 2019年   | 怒晴湘西           | 鷓鴣哨                    | 网络剧 |
| 2020年   | 三生三世枕上書     | 東華帝君/宋玄仁/沉曄/息澤 |        |
| 2020年   | 龙岭迷窟           | 鷓鴣哨                    | 网络剧 |
| 2020年   | 旗袍美探           | 羅秋恆                    |        |
| 2020年   | 向陽而生           | 林知衡                    |        |
| 2021年   | 光荣与梦想         | 楊靖宇                    |        |
| 2021年   | 雪中悍刀行         | 陳芝豹                    |        |
| 2022年   | 特战行动           | 秦观                      |        |
| 2022年   | 凭栏一片风云起     | 傅衡真                    |        |
| 2022年   | 昆仑神宫           | 鷓鴣哨                    | 网络剧 |
| 2023年   | 繁华似锦           | 王居安                    |        |
| 2024年   | 江河之上           | 羅遠                      |        |
| 2024年   | 金庸武侠世界       | 欧阳锋                    | 网络剧 |
| 2024年   | 冰雪谣             | 沈之恒                    | 网络剧 |
| 2025年   | 只此江湖梦         | 艳少                      | 网络剧 |
| 2025年   | 无尽的尽头         | 白恩宇                    | 网络剧 |
| 2025年   | 折腰               | 魏保                      | 客串   |
| 2025年   | 华山论剑           | 欧阳锋                    | 网络剧 |
| 待播     | 万水千山总是情     | 阮庭進                    |        |
| 待播     | 玫瑰丛生           |                           | 网络剧 |
| 待播     | 哑舍               |                           | 网络剧 |
| 待播     | 疯狂的黑鱼         |                           | 网络剧 |
| 待播     | 百花杀             |                           | 网络剧 |
| 待播     | 喜剧之王           |                           | 网络剧 |
| 待播     | 金色               |                           | 网络剧 |
| 待播     | 芳名三九           |                           |        |

### 电影
| 上映年份 | 电影名             | 角色   |
| 2014年   | 化妆师             | 高俊   |
| 2016年   | 惊天破             | 将军   |
| 2017年   | 傲娇与偏见         | 蕭見君 |
| 2022年   | 无负今日(網絡電影) | 黄少誠 |
| 2024年   | 沙海之门           | 老虎   |